# ウィスコンシン州会議事堂

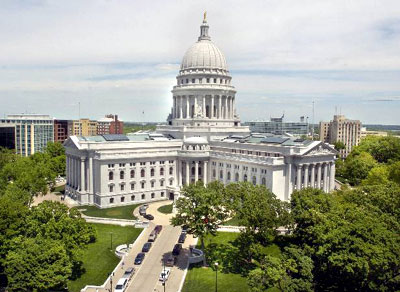
ウィスコンシン州会議事堂

ウィスコンシン州会議事堂（ウィスコンシンしゅうかいぎじどう、Wisconsin State Capitol）は、アメリカ合衆国ウィスコンシン州の州都マディソンに立地する同州議会の議事堂。ウィスコンシン州議会の上下両院の議場のほか、州知事室、およびウィスコンシン州最高裁判所が置かれている。庁舎の高さは284フィート5インチ（約86.7m）で、ワシントンD.C.のアメリカ合衆国議会議事堂よりも3フィートだけ低く、マディソン市内では最も高い建物である。
現在の庁舎はウィスコンシン準州時代から4代目となる庁舎である。ウィスコンシン準州最初の議事堂は、最初の準州都であったベルモントに建てられた木造のもので、42日間使用された。この時招集された議会で恒久的な準州都に定められたマディソンは構想段階であったため、建設が完了するまでは一時的に準州南部（現在のアイオワ州）のバーリントンで準州議会を招集していた。やがて1837年、近隣のメープルブラフで採掘された石材と地元産のオーク材を用いてマディソンで建設を進めていた議事堂が完成した。しかし、この議事堂はやがて州政府の業務量の増大に伴って手狭になってきたため、1857年から12年の歳月を費やし、連邦議会議事堂庁舎のものに似せたドームを持つ新しい庁舎が同じ場所に建設された。この庁舎は1882年に南北のウイングが増築されたが、1904年2月26日に起きた火事により焼失した。その後1906年に現在の庁舎の建設が始まり、1917年に完成した。建設費用は725万ドル（当時）であった。
庁舎の設計にはニューヨークの建築家ジョージ・B・ポストの設計事務所があたった。財政上の制約、および州政府職員を早急に収容する必要性があったため、庁舎の建設にあたっては、ウイングを1つずつ集中的に建設するという方法が採られた。
この庁舎には合衆国内の8州、および合衆国外の6ヶ国から集められた43種類の石材が用いられた。外観にはバーモント州産のベテル・ホワイトという御影石が用いられた。ロタンダにはミネソタ州産の石灰岩やノルウェー産の閃長岩、州中央部のウォーパカで産出された赤色の御影石に加えて、ギリシア、アルジェリア、イタリア、フランスで産出された大理石が用いられた。また、ウィスコンシン州産の御影石は廊下にも用いられた。
1920年には、彫刻家ダニエル・チェスター・フレンチの手による「ウィスコンシン」という像が議事堂のドームの上に立てられた。この像は中空の青銅製で、表面には金箔が貼られている。この像は左手に鷹のとまった地球を抱え、右手はいっぱいに伸ばして州の標語である「前進」を示している。また、頭には州の動物であるアメリカアナグマが乗ったかぶとをかぶっている。この像の高さは15フィート5インチ（約4.7m）、重さは3tである（冒頭の庁舎の高さはこの像の高さも含む）。
1990年、ウィスコンシン州議会は議事堂の景観保存を目的として、議事堂の周囲1マイル（1.6km）範囲内の建物の高さを制限する修正条項を可決させた。議事堂は1970年に国家歴史登録財に、また2001年には国定歴史建造物にそれぞれ指定された。2002年には、14年の歳月と1億5880万ドルの費用を投じた改修・修復工事が完了した。